# Park Inokashira
Park Inokashira (jap. 井の頭恩賜公園 Inokashira Onshi Kōen) – miejski kompleks parkowy usytuowany na terenie miast: Mitaka i Musashino, należących do stołecznej prefektury Tokio.

## Historia
Inokashira Kōen został otwarty 1 maja 1917 roku, kiedy został podarowany miastu przez rodzinę cesarską, co było pierwszym tego rodzaju przypadkiem w Japonii.
Staw Inokashira był źródłem wody pitnej dla Edo (dzisiejsze Tokio) w okresie Edo (1603–1868). Wypływa z niego rzeka Kanda, płynie na wschód i wpada do rzeki Sumida. Park został zaplanowany i opracowany we wczesnym okresie Taishō (1912–1926) jako pierwszy park podmiejski w Japonii.

## Opis
Park Inokashira, o nieregularnym kształcie przypominającym podkowę i łącznej powierzchni ok. 42 tys. m², dzieli się na cztery części: 
- staw Inokashira i jego bezpośrednie otoczenie;
- wzgórza Gotenyama z zoo i zagajnikiem (ze śladami dawnego lasu Musashino);
- park Nishi-en z obiektami sportowymi, w tym boiskami lekkoatletycznymi, baseballowymi i kortami tenisowymi;
- park Daini-kōen.

W parku można podziwiać tysiące drzew, jak: klon palmowy (Acer palmatum Thunb.), sakura (Prunus), miłorząb dwuklapowy (Ginkgo biloba), brzostownica japońska (Zelkova serrata Thunberg), grab (Carpinus tschonoskii Maxim.), loropetalum (Loropetalum chinense), cypryśnik błotny (Taxodium distichum). Kwitnące wiosną drzewa wiśni (odmian somei-yoshino i yama-zakura) przyciągają na hanami tysiące osób do wspólnej zabawy.

## Atrakcje
Park i staw tworzą jedną z większych atrakcji służących wypoczynkowi. Oprócz pięknych widoków i możliwości przejażdżki łódką po jeziorze, park Inokashira jest znany ze Studia Ghibli, którego muzeum mieści się w jego południowo-zachodnim krańcu. Północno-wschodni kraniec mieści z kolei zoo i małe akwarium. W Inokashira Dōbutsu-en, czyli Zoo Parku Inokashira, można zobaczyć między innymi: rezusy, serau japońskie, japońskie kuny, chińskie łaskuny.
Na terenie parku znajduje się chram poświęcony bogini Benzaiten, bóstwu rozrywki i mściwej miłości. Legenda o bogini głosi, iż sprowadza ona nieszczęście na pary błąkające się po parku. Zgodnie z tym przekazem tacy kochankowie mogą się bardzo szybko rozstać.

## Galeria

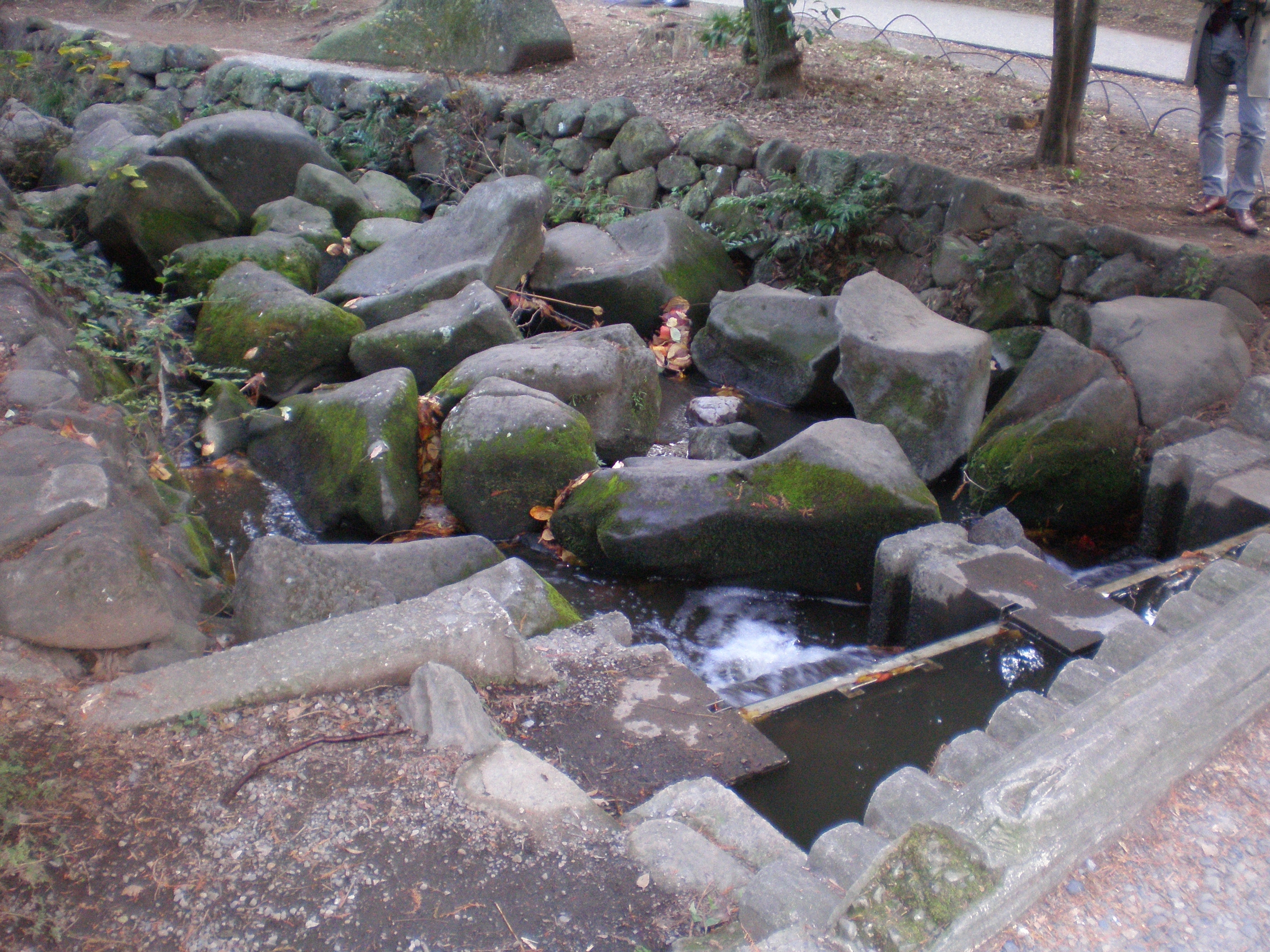
Źródło rzeki Kanda
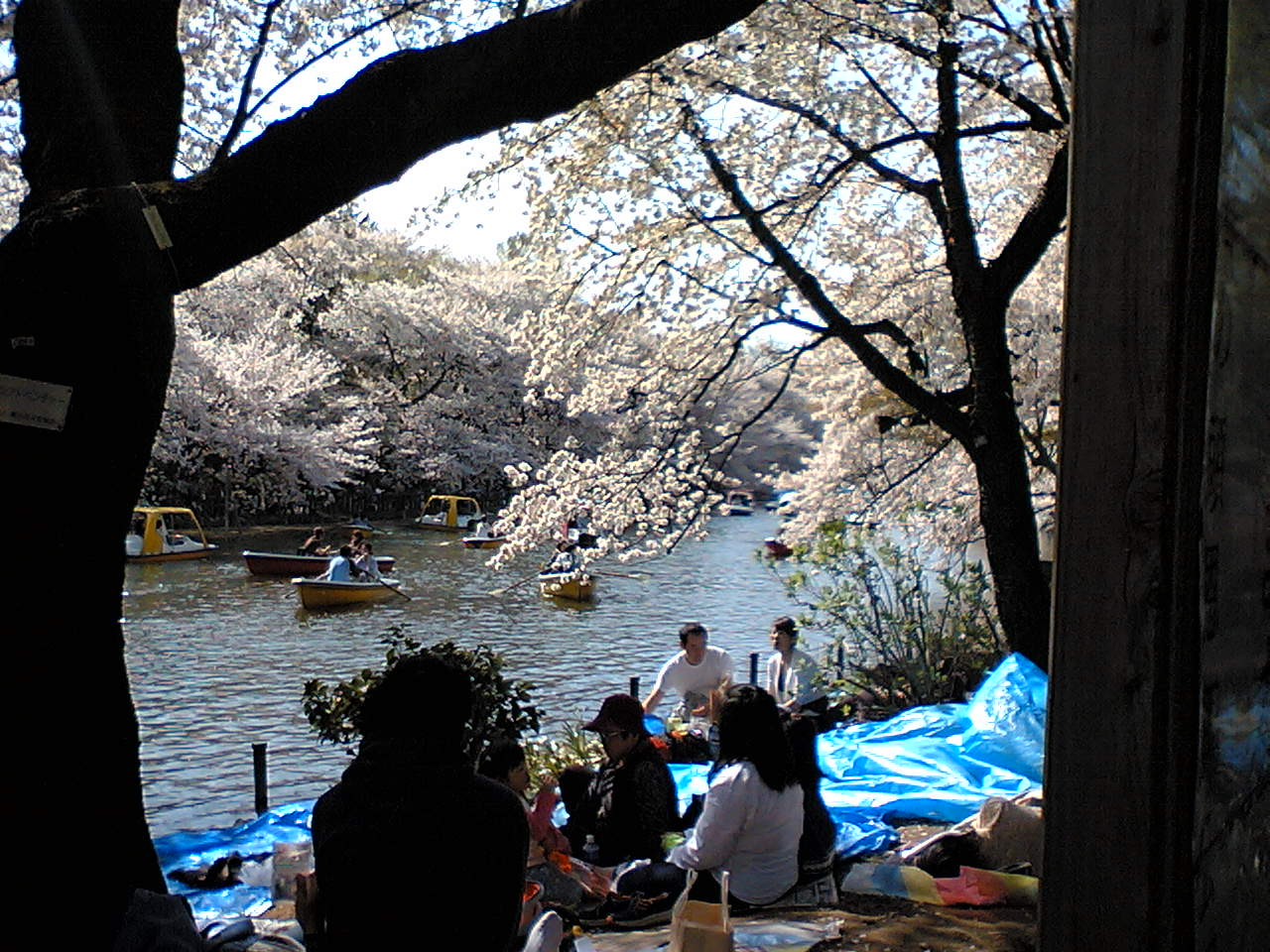
Hanami w parku Inokashira
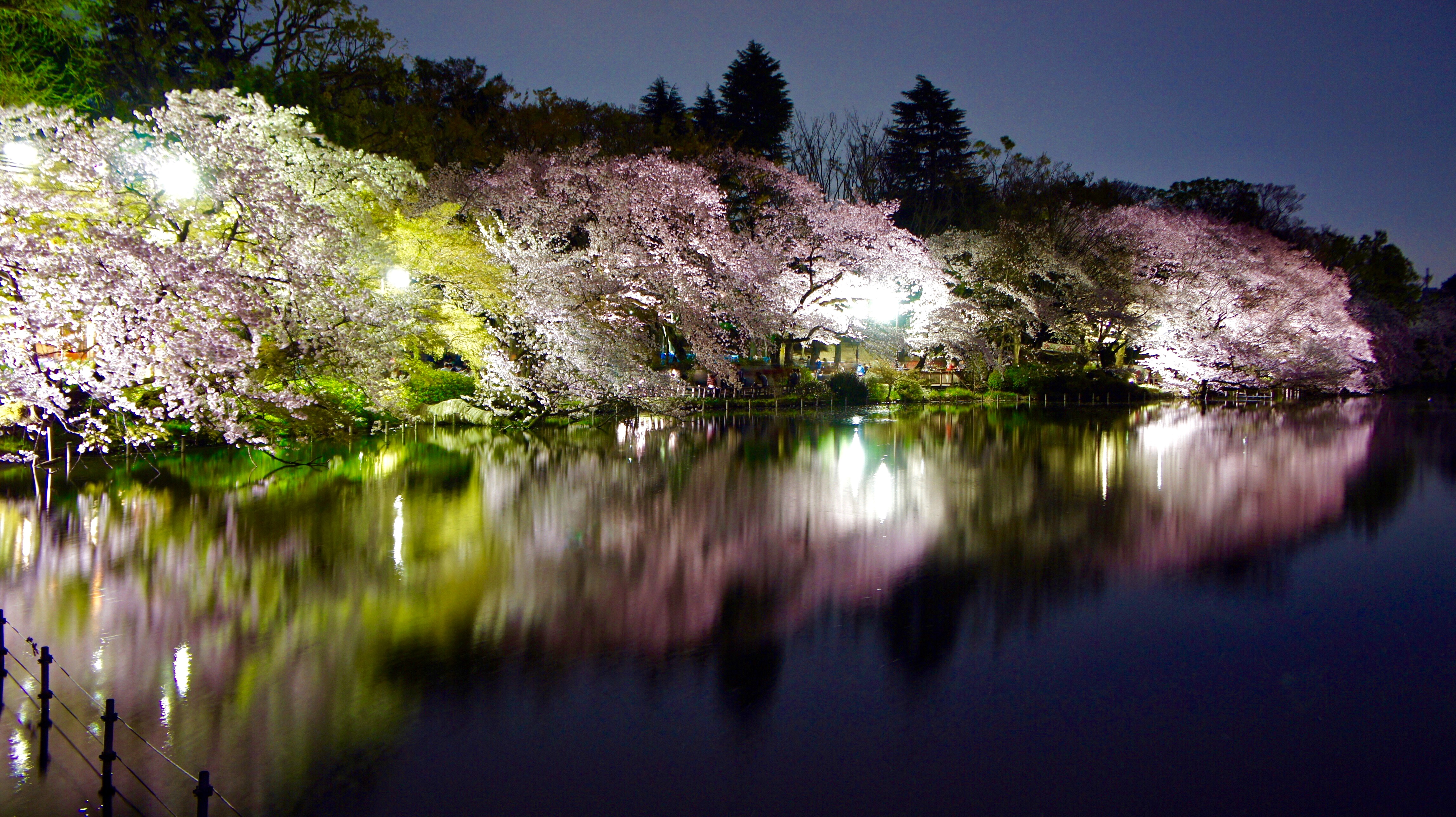
Wieczór w okresie hanami
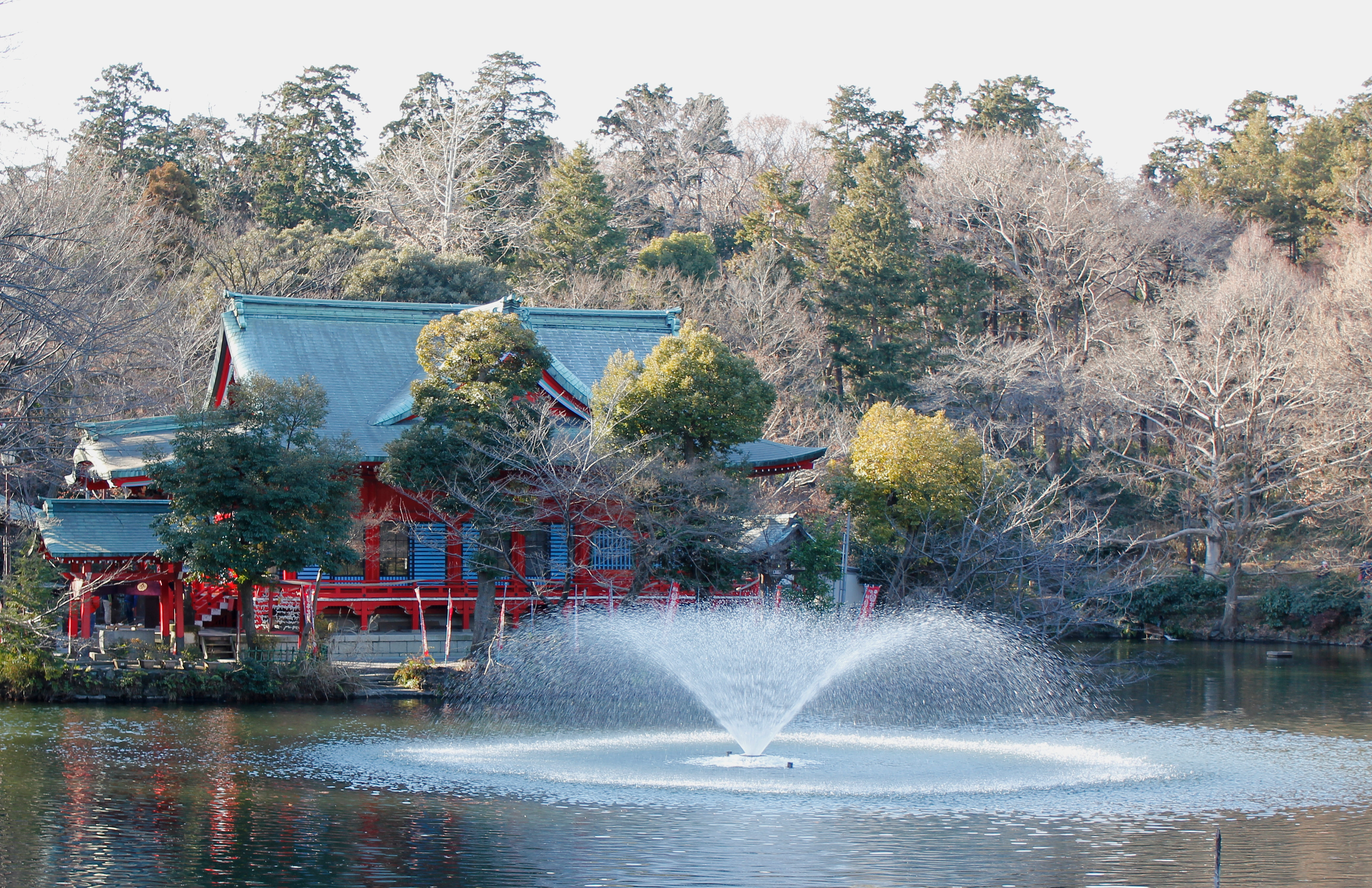
Sanktuarium Benzaiten